# Mare de Déu de Berà
La Mare de Déu de Berà és una ermita barroca de Roda de Berà (Tarragonès) protegida com a Bé Cultural d'Interès Local.

## Descripció
L'ermita de la Mare de Déu es començà a construir a la segona dècada del 1700.
Té una nau amb capelles laterals, les dimensions de les quals són bastant reduïdes. La volta de la nau és de canó amb llunetes.
A l'oest hi ha una petita porxada moderna amb una estela funerària procedent d'un antic cementiri que hi havia ubicat.
Davant l'ermita hi ha una residència del Banc d'Espanya on es conserven unes poques restes reutilitzades del que va ser l'antic castell de Berà.